# Geoffrey G. Jones
Geoffrey G. Jones (* 1952) ist ein britischer Historiker, der zur Unternehmensgeschichte forschte.

## Leben
Jones studierte am Corpus Christi College der University of Cambridge und erhielt dort einen Bachelor of Arts (Honours), einen Master of Arts und einen Ph.D. Von 1977 bis 1979 war Jones Research Fellow am Corpus Christi College. Danach lehrte er von 1979 bis 1988 am Economic History Department der London School of Economics als Lecturer. Von 1988 bis 2002 war er Professor für internationale Unternehmensgeschichte am Economics Department der University of Reading. Von 1999 bis 2002 war er Visiting Professor an der Erasmus-Universität Rotterdam. Daneben war er von 2000 bis 2002 an der Harvard Business School der Harvard  University als Thomas Henry Carroll-Ford Foundation Visiting Professor of Business Administration aktiv. Seit 2002 hat er den Lehrstuhl des Isidor Straus Professor of Business History an der Harvard Business School inne. Jones war des Weiteren Visiting Professor an der Gakushūin-Universität und der Universidad de los Andes.
Er ist seit 1991 Fellow der Royal Historical Society, sowie seit 2009 Fellow der Academy of International Business, und erhielt die Ehrendoktorwürde der Copenhagen Business School und der Universität Helsinki. 2000 und 2005 gewann er jeweils den Wadsworth Prize für Unternehmensgeschichte. 2020 wurde er zum korrespondierenden Mitglied der British Academy gewählt.

## Veröffentlichungen (Auswahl)
- mit Peter Hertner (Hrsg.): Multinationals: Theory and History (1986, Gower)
- (Hrsg.): British Multinationals: Origins, Management and Performance (1986, Gower)
- Banking and Empire in Iran: The History of the British Bank of the Middle East, Band 1 (1986, Cambridge University Press)
- Banking and Oil: The History of the British Bank of the Middle East, Band 2 (1987, Cambridge University Press)
- mit Richard Davenport-Hines (Hrsg.): Enterprise, Management and Innovation in British Business 1914-1980 (1988, Frank Cass)
- mit Richard Davenport-Hines (Hrsg.): The End of Insularity, Essays in Comparative Business History (1988, Frank Cass)
- mit Frances Bostock: Planning and Power in Iran (1989, Frank Cass)
- mit Richard Davenport-Hines (Hrsg.): British Business in Asia since 1860 (1989, Cambridge University Press)
- (Hrsg.): Banks as Multinationals (1990, Routledge)
- mit Maurice W. Kirby (Hrsg.): Competitiveness and the State (1991, Manchester University Press)
- (Hrsg.): Banks and Money.International and Comparative Finance in History (1991, Frank Cass)
- (Hrsg.): Multinational and International Banking (1992, Edward Elgar)
- mit Charles Harvey (Hrsg.): Organisational Capability and Competitive Advantage (1992, Frank Cass)
- British Multinational Banking 1830-1990 (1993, Clarendon Press)
- mit Harm Schroter (Hrsg.): The Rise of Multinationals in Continental Europe (1993, Edward Elgar)
- (Hrsg.): Transnational Corporations: A Historical Perspective (1993, Routledge)
- mit Richard Tedlow (Hrsg.): The Rise and Fall of Mass Marketing (1993, Routledge)
- mit Mary Rose (Hrsg.): Family Capitalism (1993, Frank Cass)
- (Hrsg.): Coalitions and Collaboration in International Business (1993, Edward Elgar)
- (Hrsg.): The Making of Global Enterprise (1994, Frank Cass)
- mit Nicholas J. Morgan (Hrsg.): Adding Value. Brands and Marketing in Food and Drink (1994, Routledge)
- The Evolution of International Business (1996, Routledge)
- (Hrsg.): The Trader Multinationals (1998, Routledge)
- Merchants to Multinationals (2000, Oxford University Press)
- mit Lina Galvez-Munoz (Hrsg.): Foreign Multinationals in the United States (2001, Routledge)
- mit Franco Amatori (Hrsg.): Business History around the World (2003, Cambridge University Press)
- Multinationals and Global Capitalism: From the Nineteenth to Twenty First Century (2005, Oxford University Press, 2005)
- Renewing Unilever. Transformation and Tradition (2005, Oxford University Press)
- mit Jonathan Zeitlin (Hrsg.): The Oxford Handbook of Business History (2008, Oxford University Press)
- Beauty Imagined. A History of the Global Beauty Industry (2010, Oxford University Press)
- mit Andrea Lluch (Hrsg.): El Impacto Histórico de la Globalización en Argentina y Chile: Empresas y Empresarios (2011, Temas Grupo)
  - mit Andrea Lluch (Hrsg.): The Impact of Globalization on Argentina and Chile: Business Enterprises and Entrepreneurship (2015, Edward Elgar)
- mit Walter A. Friedman (Hrsg.): The Rise of the Modern Firm (2012, Edward Elgar)
- Entrepreneurship and Multinationals. Global Business and the Making of the Modern World (2013, Edward Elgar)
- mit Walter A. Friedman (Hrsg.): Business History (2014, Edward Elgar)
- Profits and Sustainability: A Global History of Green Entrepreneurship (2017, Oxford University Press)